# Миколай Георгович Гарін-Михайлівський
Миколай Георгович Михайлі́вський (20 лютого 1852 — 10 грудня 1906) - російський інженер, мандрівник і письменник, що публікувався під псевдонімом Н. Га́рін.

## Біографія

### Батьки
Батько із дворян Херсонської губернії, служив в уланах. 25 липня 1849 р., під час Угорської кампанії, відзначився у справі під Германштадтом, атакувавши з ескадроном уланів каре мадярів, при якому були дві гармати.
Михайлівський, який отримав легку рану, був нагороджений орденом св. Георгія 4-го ступеня.
Після завершення Угорської кампанії представлявся зі «зразковою командою» імператору Миколі I, і государ зарахував його до лейбгвардії Уланського полку, а пізніше був хрещеним батьком його старших дітей, зокрема Миколая. Через кілька років вийшов у відставку в чині майора.
Мати — Глафіра Миколаївна, уроджена Цвєтинович (в іншому написанні - Цвєтунович).
Миколай Михайлівський народився 1852 року, своє дитинство він провів в Одесі. Навчався в одеській Рішельєвській гімназії.

### Студентські роки
1871 року після закінчення гімназії вступив на юридичний факультет Петербурзького університету, де навчався один рік. Провалившись на іспиті у професора Редькіна, Михайлівський вирішив, що краще бути хорошим ремісником, ніж поганим юристом і 1872 року вступив до Петербурзького державного університету шляхів сполучення. Пізніше він заявляв, що належав до числа так званих «оближних» студентів, які вбачали мету навчання не в придбанні міцних теоретичних знань, а в одержанні диплома, який давав би право працювати за фахом. Дозвілля своє студент Михайлівський заповнював переважно «враженнями кохання і дружби». Деякий час він намагався займатися письменництвом, але повість зі студентського життя, подану до редакції одного з журналів, відхилили без будь-яких пояснень. Ця невдача збентежила його і на багато років відбила в нього охоту до літературної творчості, про що він написав в автобіографічній повісті «Студенти».
Влітку 1876 року Михайлівський працював на залізниці в Бессарабії кочегаром (варіант студентської практики майбутнього інженера-шляховика). Безпосереднє знайомство з людьми праці, з виснажливою фізичною роботою кочегара і машиніста сприяло його формуванню як особистості.
Останній рік навчання Михайлівського в університеті збігся з російсько-турецькою війною. Влітку 1878 року, коли війна ще тривала, Михайлівський закінчив курс і отримав диплом інженера.

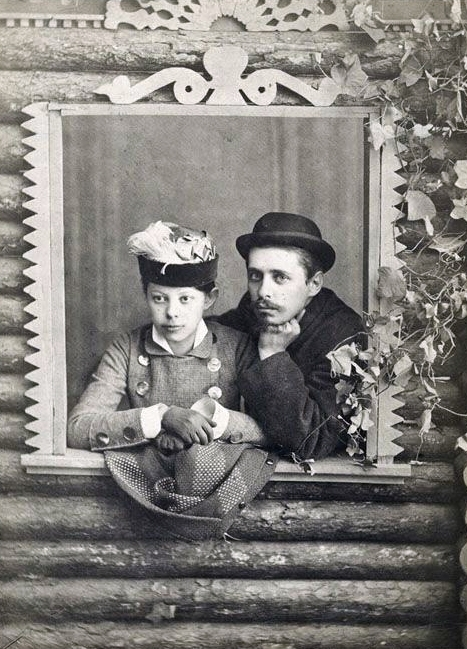
М. Г. Гарін-Михайлівський з дружиною Надією (уродженою Чариковою)

### Самарський поміщик (1883—1886)
У 1883 р., купивши за 75 тисяч рублів маєток Гундоровку в Бугурусланському повіті Самарської губернії, Михайлівський оселився з дружиною в поміщицькій садибі. Подружжя Михайловських, яке на той час вже мало двох маленьких дітей, прожило тут 2,5 роки.
В ході реформи 1861 р. селянські общини отримали частину поміщицьких земель у колективне володіння, але великими землевласниками залишалися дворяни. Колишні кріпаки змушені були, щоб прогодуватися, обробляти поміщицькі землі як наймані працівники за мізерну плату. У багатьох місцях економічне становище селян після реформи погіршилося.
Маючи в своєму розпорядженні близько 40 тисяч рублів, Михайлівський мав намір створити в Гундоровці зразкове господарство на поміщицьких землях. За зразок для наслідування він взяв поселення німців-колоністів, яке знаходилося в 40 верстах (42,6 километрів) від Гундурівки, які на тих же ґрунтах отримували величезні в уявленні російських селян врожаї «сам-тридцять» (збиралося в 30 разів більше посадженої кількості). Подружжя Михайлівських сподівалося підняти добробут місцевих російських селян: навчити їх грамотно обробляти землю і підняти загальний рівень їхньої культури. Крім того, під впливом народницьких ідей Михайлівський хотів змінити сформовану на селі систему суспільних відносин. Його програма: «відновлення громади, знищення куркулів».
Надія Михайлівська лікувала місцевих селян «різними загальновживаними засобами» і влаштувала школу, де викладала сама. Через 2 роки її школа мала 50 учнів, і у неї з'явилися «2 помічники з молодих хлопців, які закінчили сільську школу в найближчому великому селі».
Надалі Михайлівський з'являвся в Гундоровці лише наїздами і рідко жив там довго, віддаючи перевагу губернському місту — Самарі. Маєток було закладено і перезакладено.

### Повернення до інженерної діяльності (1886—1890)
У травні 1886 р. Михайлівський вступив на службу до новоствореного Тимчасового управління казенних залізниць. Він отримав призначення на Самаро-Златоустовську залізницю, що складалася з двох ділянок: Самаро-Уфимської та Уфа-Златоустовської. Михайлівський проводив дослідження на ділянці «Уфа-Златоуст», яка пізніше стала початковим пунктом Транссибірської магістралі. Результатом особистої ініціативи Михайлівського став варіант проєкту, що давав багатомільйонну економію (початкова вартість залізничної колії була знижена зі 100 до 40 тис. рублів за версту). Будівництво було розпочато Михайлівським, на посаді начальника ділянки, в січні 1888 р. за власним проектом. Михайлівському довелося подолати опір бюрократичної системи і вступити в конфлікт зі своїм начальником К. Я. Михайловським, інакше Михайловським 1-м. Враження цього періоду життя були відображені в листах до дружини і в незакінченій повісті «Варіант». У цей же час Михайлівський написав документальну повість «Кілька років у селі», де виклав історію свого невдалого соціально-економічного експерименту 1883-1886 років. Восени 1890 р. Михайлівський переслав цей рукопис до Москви з одним зі своїх знайомих, який мав зв'язки в літературних колах. У цей же час, ще на Уралі, він почав роботу над першою своєю автобіографічною повістю, яка пізніше отримала назву «Дитинство Тьоми».
Будівництво ділянки «Уфа-Златоуст» було завершено у вересні 1890 р. Михайловський виступив з промовою на урочистостях, влаштованих у Златоусті на честь прибуття першого поїзда з Уфи. На цьому його місія була завершена, і він повернувся до свого самарського маєтку.

### Літературний дебют (1892 р.)

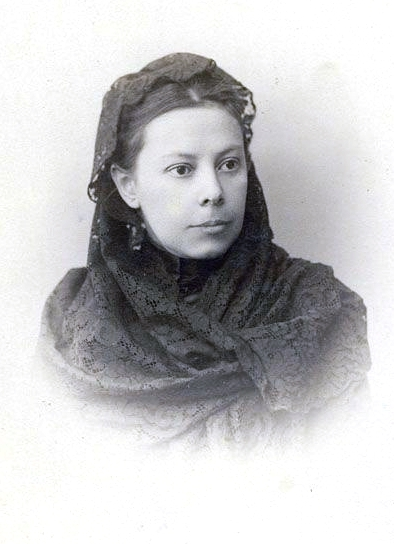
Н. В. Михайлівська, 1895 рік

Рукопис «Кілька років у селі», доставлений до Москви одним із друзів Михайлівського, був прочитаний у дружньому колі московських письменників у квартирі М. М. Златовратського. Відгуки слухачів були співчутливими. Особливо цінним було схвалення ідейного вождя літераторів народницького напрямку — Миколи Костянтиновича Михайловського, який запропонував надрукувати рукопис свого тезки і однофамільця в популярному журналі «Російська думка». Вести переговори з автором зголосився К. М. Станюкович, який і вирушив до Самарської губернії.
До Гундурівки Станюкович приїхав навесні 1891 року, в розпал святкування Великодня. Повідомивши Михайлівського про успіх його рукопису, він поцікавився: «Що ще написали?». Тоді Михайлівський почав читати готові розділи з повісті «Дитинство Тьоми». Станюкович був у захваті, зголосився стати хрещеним батьком нового літературного таланту і ввести його в письменницькі кола.
Станюкович з'явився з ще однією пропозицією. Група московських літераторів мала намір купити у літератора Л. Є. Оболенського його занедбаний журнал «Русское богатство», але не мала готівки. Станюкович запропонував Михайлівському взяти участь у цьому проєкті і внести пай грошима. Михайлівський дістав гроші, перезаклавши свій маєток. З 1 січня 1892 р. «Русское богатство» перейшло в руки нової редакції, офіційною видавницею тепер вважалася Надія Михайлівська. У перших трьох номерах оновленого журналу була надрукована повість «Дитинство Тьоми», підписана псевдонімом «Н. Гарін». Псевдонім був придуманий спільно зі Станюковичем — від Гарі, скороченого імені сина Михайлівського. Повість була дуже прихильно сприйнята і читачами, і критиками. Не менший успіх мала книга нарисів «Кілька років у селі», що друкувалася з березня 1892 р. у номерах журналу «Російська думка». Автор відразу вийшов у перший ряд письменників свого часу.
Незважаючи на пристрасть Михайлівського до «малого жанру» нарису та оповідання, найбільшу літературну славу йому приніс цикл автобіографічних повістей (що складають, за висловом Горького, цілу епопею). Уже в 1893 р. з'явилося продовження «Дитинства Тьоми» — повість «Гімназисти». У 1895 р. була видана третя частина — «Студенти». Над четвертою повістю цього циклу («Інженери») Михайлівський працював з 1898 р. і до смерті.

### Продовження інженерної діяльності (1891—1895 рр.)
Уже в 1891 році Михайлівський повернувся до роботи інженера, керував роботами на ділянці «Челябінськ — Об» Західно-Сибірської залізниці. Все літо він провів на дослідженнях, лише ненадовго виїжджаючи для обробки пошукових матеріалів до Челябінська (там розміщувалося управління ЗСЖД і жила сім'я Михайлівського). До цього часу відносяться перші нотатки Михайлівського, що публікувалися в провінційній пресі (про проблеми розвитку залізничної справи).
Михайлівський, будучи керівником об'єднаної дослідницької партії, підтримав пропозицію начальника загону цієї партії польського інженера Вікентія Івановича Роєцького (Вікентій-Ігнатій Роєцький) про місце будівництва залізничного моста через Об. Сам Михайлівський мав очолити дослідження шляху до Томська і намітити створ мосту через річку Том. За одним із варіантів Транссибірська магістраль мала перетнути Об у районі Коливані. Роєцкий, крім цієї ділянки, досліджував також інше місце, трохи південніше — біля села Кривощеково. У пояснювальній записці Михайлівського до проєкту прольоту моста, розробленого Роєцьким для цього місця, зазначалося, що «міст вийде на 360 сажнів менше, що складе економію, рахуючи по 8 тис. руб. погон моста, до 3 млн. руб.». Згодом Михайловський так пояснював своє рішення:
|  | На 160-верстній ділянці це єдине місце, де Об, як кажуть селяни, в трубі. Іншими словами, обидва береги річки і русло тут скелясті. І до того ж це найвужче місце розливу: біля Коливані, де спочатку передбачалося провести лінію, розлив річки 12 верст, а тут 400 сажнів. |

Віддаленим наслідком зміни початкового проєкту стало виникнення міста Новосибірська. Будівництво моста через Об вимагало безлічі робочих рук, і невелике селище, яке в 1891 році називалося Новим селом, почало швидко зростати. Надалі воно отримало назву «Новомиколаївський» (на честь царя Миколи II), а в 1903 році стало містом Ново-Миколаївським (з 1926 року — Новосибірськ).
Дослідження Михайлівського також довели доцільність обходу залізничною магістраллю міста Томська: «враховуючи транзитне значення Сибірської дороги, не було жодних підстав змушувати транзитні вантажі пробігати зайві 120—150 верст». Поворот на Томськ призвів би до значного подорожчання будівництва через несприятливі умови місцевості, а експлуатація майбутньої лінії була б ускладнена. Міністерством шляхів сполучення був затверджений проєкт, який передбачав прокладення магістралі в 85 км на південь від Томська, з подальшим будівництвом спеціальної гілки на Томськ від станції Тайга.
Михайлівський прибув до Томська наприкінці червня 1891 року. Його перебування в місті супроводжувалося нападками місцевих газет, бурхливими протестами проти висновків Михайлівського про недоцільність прокладання залізничної магістралі через Томськ. Покидаючи Томськ, він «зітхнув, як людина, яка раптом згадала в хвилину негараздів, що напевно за цими негараздами, як за ніччю день, прийде і радість. Ця радість полягала в тому, що я більше не в Томську і, ймовірно, ніколи більше не побачу його».
У липні 1892 року Михайлівський отримав посаду завідувача вишукуваннями на будівництві Казано-Малмизької залізниці. У тому ж році, після літературного дебюту як белетрист, Михайлівський відновив свою публіцистичну кампанію в пресі як фахівець-інженер. Його критичні нотатки з різних проблем розвитку залізничної справи в Росії друкувалися під різними псевдонімами в столичних і провінційних журналах і газетах (наприклад, у «Волзькому віснику» та «Ірбітському ярмарковому листку»). Особливо наполегливо Михайлівський пропагував ідею будівництва дешевих вузькоколійних залізниць.
У міністерських колах публіцистична діяльність Михайловського була сприйнята різко негативно і принесла йому прізвисько «вузькоколійник». Справа дійшла до того, що міністр шляхів сполучення зажадав від Михайловського припинення виступів у пресі. Не вважаючи за можливе підкоритися, він подав у відставку (1894), але без роботи не залишився і надалі проводив дослідження за дорученням земств (Казанського, Вятського, Костромського, Волинського). У вільний від досліджень час Михайлівський жив у Самарі. Де у 1895 р. він познайомився з Горьким.

### Начальник будівництва Кротовсько-Сергіївської залізниці (1895—1897)
Михайлівський був ініціатором, ідеологом, організатором і будівничим у Самарській губернії відгалуження Самаро-Златоустовської залізниці «Кротовка-Сергієвськ», де вперше в Російській Імперії була використана дешева вузька колія. Історія боротьби за втілення цього проекту в життя дала багатий матеріал для написаної незабаром книги нарисів «У метушні провінційного життя».
Будівництво Кротовсько-Сергіївської залізниці розпочалося у вересні 1895 р.. Михайлівський, який вперше в своєму житті став керівником такої великої справи, запровадив на будівництві небувалі порядки: виборність адміністрації, колегіальність у прийнятті рішень, громадський контроль за фінансами. Його адміністративні принципи викладені в одному зі службових циркулярів:
|  | Щоб ця дорога вийшла дійсно дешевою, необхідно, перш за все, щоб і думки не могло бути про будь-які зловживання. <...> Відсторонивши від себе грошову частину, я доручив усі ці справи комісії з обраних осіб, яка у всіх своїх діях звітує перед заснованими мною загальними зборами всіх техніків довіреної мені дороги. Я вважаю себе вправі вимагати і від своїх співробітників, у віданні яких перебувають грошові справи, такого ж ставлення до справи. З цією, головним чином, метою в розпорядження їх надано штат молодих людей, студентів, людей цілком надійних, за допомогою і участю яких у всіх грошових справах є повна можливість як висвітлити для всіх справжній стан даної справи, так і гарантувати особисто себе від будь-яких нарікань |